# Klaus von Krosigk
Klaus-Henning von Krosigk (* 3. September 1945 in Halle (Saale)) ist ein deutscher Gartenhistoriker und ehemaliger Gartenbaudirektor im Landesdenkmalamt Berlin.

## Leben

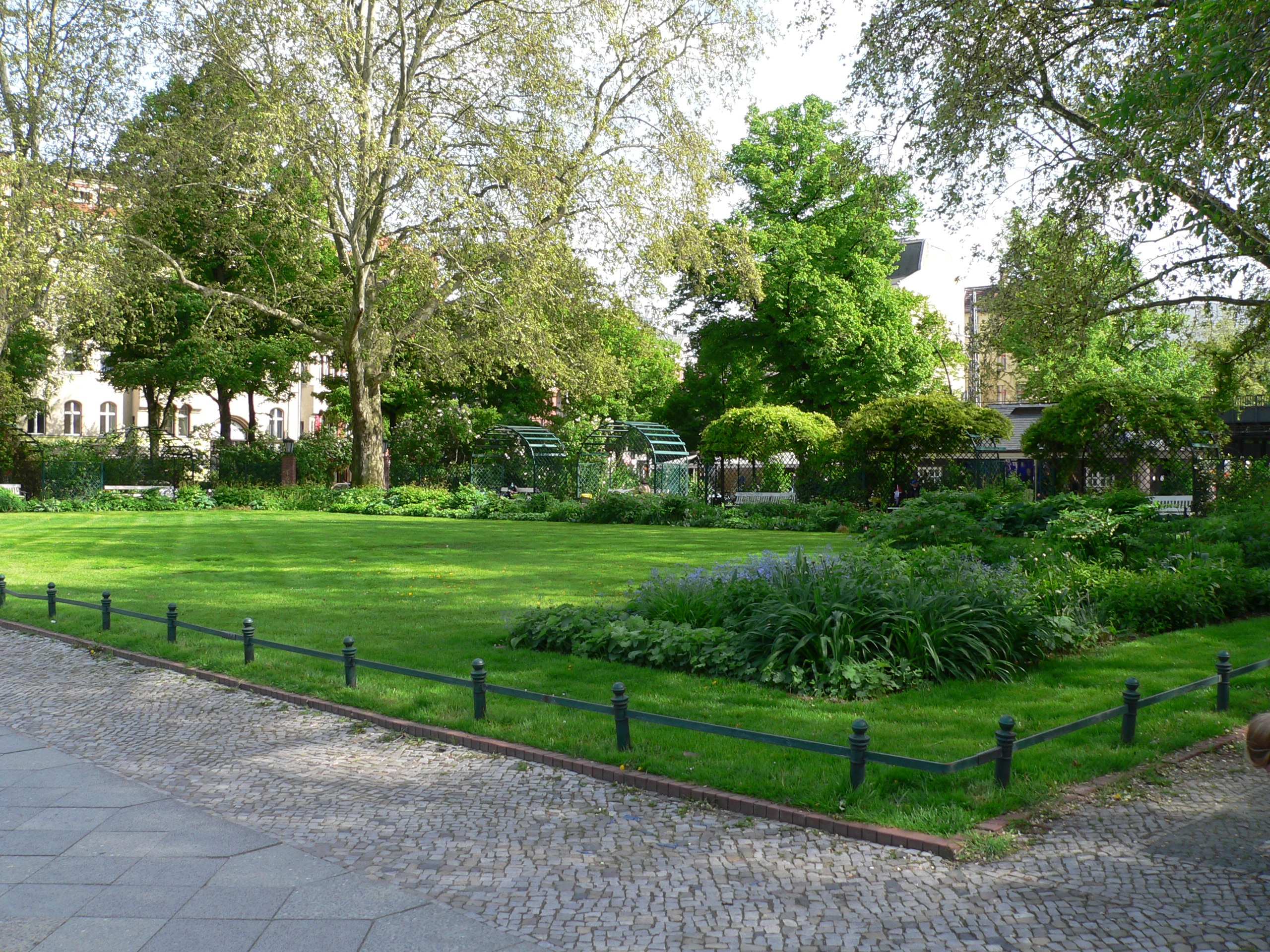
Der Savignyplatz ist eines von über 80 von Klaus von Krosigk wiederhergestellten Berliner Gartendenkmalen

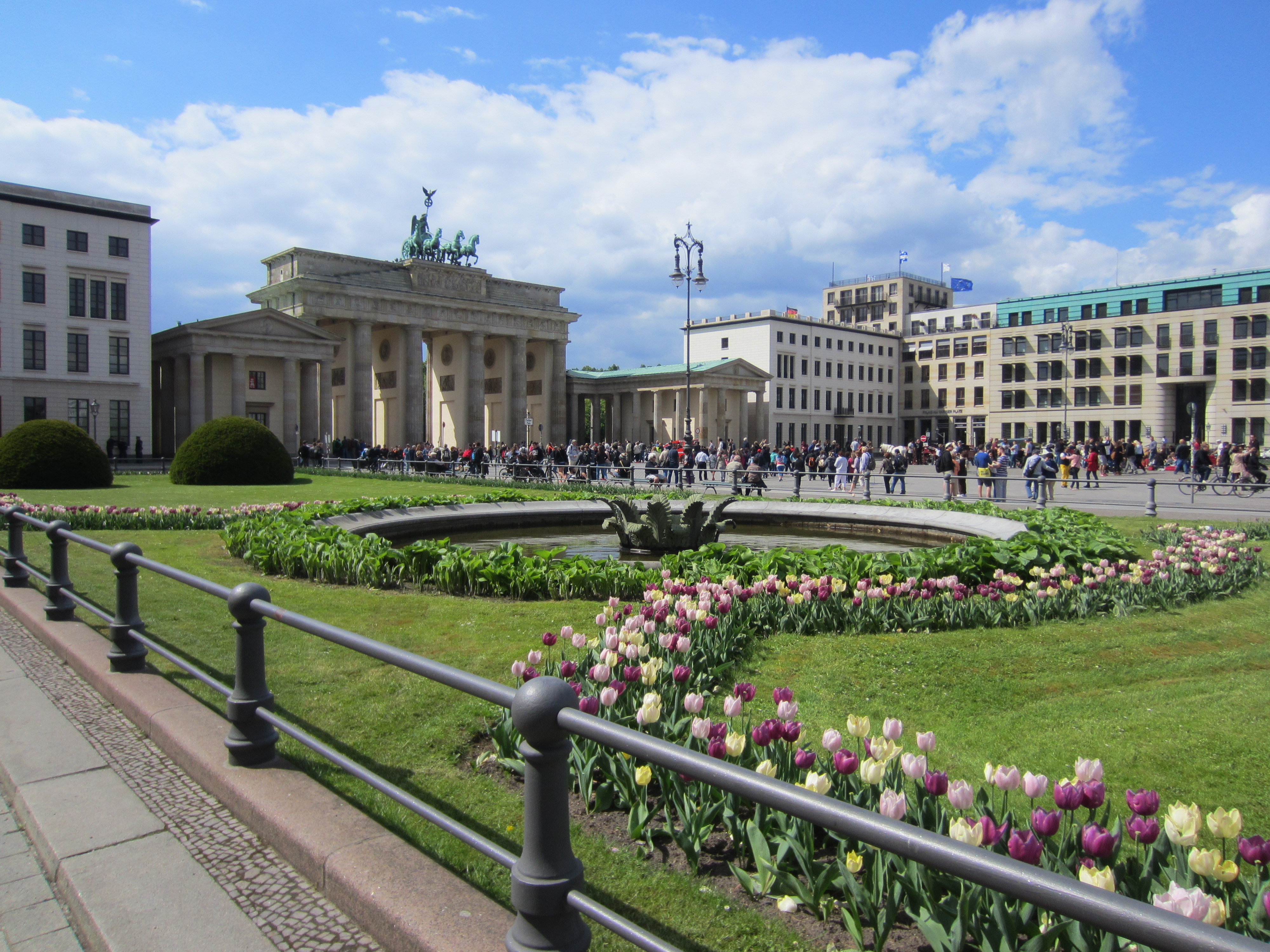
Der Pariser Platz ist ein weiteres.

Klaus von Krosigk ist der Sohn des Forstmeisters Henning von Krosigk, 1970 legte er sein Abitur am Westfalen-Kolleg in Paderborn ab. Von 1970 bis 1976 studierte er Gartenarchitektur, Gartengeschichte und Kunstgeschichte an der Universität Hannover mit dem Abschluss als Diplom-Ingenieur. Ab 1978 baute er das erste Fachreferat für Gartendenkmalpflege in der Bundesrepublik Deutschland in Berlin auf und wurde Gartenbaudirektor in Berlin (seit September 2011 im Ruhestand.) Seit 1993 ist er Mitglied des International Committee of Historic Gardens and Landscapes (ICOMOS-IFLA). Von 2008 bis Oktober 2014 war er Präsident der Deutschen Gesellschaft für Gartenkunst und Landschaftskultur e. V. (DGGL). Zuvor war er 10 Jahre lang Vorsitzender des Arbeitskreises „Historische Gärten“ der DGGL. 1994 wurde er zum Stellvertretenden Landeskonservator von Berlin ernannt. 2006 wurde er zur Geschichte der Berliner Gartendenkmalpflege promoviert. Seit 2009 ist von Krosigk als Nachfolger von Gebhard Graf Hardenberg Vorsitzender der Sektion Brandenburg der Deutschen Burgenvereinigung.
Er gilt als Begründer der Gartendenkmalpflege in der Bundesrepublik Deutschland in der Nachfolge von Dieter Hennebo und veröffentlichte zahlreiche Fachpublikationen im In- und Ausland. Von Krosigk war Mitglied der Wissenschaftlichen Kommission der Deutschen Stiftung Denkmalschutz.
Krosigk nahm seit 1983 mehrere Lehraufträge an verschiedenen deutschen Universitäten und Fachhochschulen wahr. Er berät bis heute Eigentümer historischer Parkanlagen bei deren Sanierung und engagiert sich als Stiftungsratsmitglied der Stiftung Preußisches Kulturerbe unter anderem für gartendenkmalpflegerische Förderprojekte.

## Auszeichnungen
- 1988: Premio Pardes Citta di Palermo [4]
- 2002: Bundesverdienstkreuz
- 2024: Ernst-Reuter-Plakette des Landes Berlin

## Veröffentlichungen
- mit Heinz Wiegand: Glienicke, 3. Auflage. Haude und Spener, Berlin 1992, ISBN 3-7759-0376-3.
- als Konzeptions- und Ideengeber: Gartenkunst in Berlin. 20 Jahre Gartendenkmalpflege in der Metropole, Landesdenkmalamt Berlin, Berlin  1999, ISBN 3-89541-145-0.
- Martina Gaß, Klaus-Henning von Krosigk, Maren von Bismarck: Briest und Burgstall. in: Schlösser und Gärten in Sachsen-Anhalt, Heft 19, 3. Auflage, Hrsg. Deutsche Gesellschaft e. V. mit Sitz in Berlin, 2020, ISBN 978-3-941675-06-3

## Film
- Berlin – Ein Garten. Historisches Grün für alle. Dokumentarfilm, Deutschland, 2011, 43:40 Min., Buch und Regie: Sabine Carbon, Produktion: rbb, Erstsendung: 3. Oktober 2011 bei rbb, Inhaltsangabe von ARD. 
 Krosigk erläutert auf einer Stadtrundfahrt für Kollegen einige Berliner Grün- und Gartenanlagen. Die Dokumentation erhielt 2012 den Journalistenpreis des Deutschen Nationalkomitees für Denkmalschutz.[6]